# Lamontichthys stibaros
Lamontichthys stibaros är en fiskart som beskrevs av Isaac J.H. Isbrücker och Nijssen, 1978. Lamontichthys stibaros ingår i släktet Lamontichthys och familjen Loricariidae. Inga underarter finns listade i Catalogue of Life.